# 웬디 모니즈
웬디 모니즈(Wendy Moniz, 1969년 1월 19일 ~ )는 미국의 배우이다.

## 출연 작품
- 더 그리프 오브 아더스 (2015)
- 비트레이얼 (2013)
- 가디언 (2001)
- 모리와 함께 한 화요일 (1999)
- 가딩 라이트 (1952)